# Jan Mulder (Musiker)
Jan Oebele Mulder (* 1963 in Rotterdam) ist ein niederländischer Pianist, Komponist und Dirigent, der seit 2007 in Orlando, Florida, USA lebt. Auf manchen Veröffentlichungen wird sein Name auch als Ian Mulder notiert.

## Biographie
Mulders Eltern sind Bieuwe Fokke Mulder und Hillechina Deddens, ersterer ein Sohn des reformierten Pfarrers in Kampen Jan Oebele Mulder (1903–2002), nach dem er benannt wurde. Der Organist, Pianist und Dirigent Klaas Jan Mulder war sein Onkel väterlicherseits.
Mulder studierte bei der rumänischen Pianistin Anca Manu und am Rotterdamer Konservatorium bei Elly Salomé, außerdem in Utrecht. Seit seinem Abschluss 1992 komponiert Jan Mulder Musik für seine Soloalben und Konzerte. Seine Klavieralben, aufgenommen mit Sinfonieorchestern in London und Moskau, werden häufig auf Classic FM und anderen Sendern gespielt.

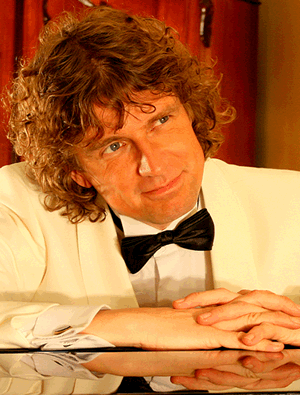
Jan Mulder in Orlando (Florida)

## Musik
Zusammen mit The London Orchestra nahm er fünf Soloalben auf: Écossaise, Écossaise 2, Écossaise Christmas, Grandezza und The Best of Écossaise. Die niederländische Produktion The Glorious Album, auf der Thijs van Leer zusammen mit dem Orchester Amsterdam Symphony Orchestra Kompositionen von Mulder spielt, erhielt eine internationale Auszeichnung. Die CD Ocean of Dreams wurde in Moskau aufgenommen, zusammen mit dem Moscow Symphony Orchestra unter der Leitung von Alexandre Dmitriev aus Sankt Petersburg. Die CD The Piano Dreamer wurde in den Abbey Road Studios in London aufgenommen, zusammen mit dem London Symphony Orchestra. Die CD Love Divine (2013) erreichte 10 Wochen nach ihrer Veröffentlichung Gold und Platin und war auf Platz 1 der Classic FM Top 20 der meistverkauften CDs. Dasselbe Album wurde 2014 für die GMA Dove Awards nominiert: „Instrumental Album of the Year“.
Im Jahr 2014 erschien Christmas, Jan Mulders dritte CD mit dem London Symphony Orchestra, auf der Andrea Bocelli mit A Choir of a Thousand Angels zu hören ist. In den Jahren 2016 und 2017 wurden Love Divine 3 und Love Divine 4 veröffentlicht, die mit dem Royal Philharmonic Orchestra aufgenommen wurden. Mit dem gleichen Orchester wurden die Fortsetzung Ocean of Dreams 2 und Love Divine 5 (jeweils 2018) und 2019 Love Divine 6 aufgenommen. 2021 erschien Love Divine 7, wieder in Zusammenarbeit mit dem London Symphony Orchestra. In über 20 Ländern sind Jan Mulders CDs sehr beliebt.
Mulder besitzt einen eigenen Konzertflügel: einen italienischen Fazioli 308.

## Die Beethoven-Stiftung
Die Beethoven Foundation ist eine gemeinnützige Organisation, die 2007 von Jan Mulder gegründet wurde. Die Stiftung vergibt Geld an junge, talentierte Studenten, die damit ein Musikstudium an einem Konservatorium absolvieren können. Regelmäßig werden der Stiftung Klaviere und Flügel zur Unterstützung angeboten. Auch Geigen, Gemälde und andere wertvolle Gegenstände werden der Beethoven-Stiftung gespendet. Die Erlöse aus den Sonderkonzerten, die Jan Mulder in Europa, Amerika und China gibt, kommen der Beethoven Foundation zugute.

## Diskografie

### Singles
- 2019: The Omnipotent / Higher Ground

### Alben
- 2000: Écossaise
- 2001: Écossaise 2
- 2002: Grenzeloos
- 2002: Écossaise Christmas
- 2003: The Best of Écossaise
- 2003: Grandezza
- 2006: Ocean of Dreams
- 2009: Jan Mulder in Concert
- 2011: The Piano Dreamer
- 2013: Love Divine
- 2014: Christmas
- 2015: Love Divine II
- 2016: Love Divine III
- 2017: Love Divine IV
- 2018: Love Divine V – als Ian Mulder
- 2018: Ocean of Dreams 2 – als Ian Mulder
- 2019: Love Divine VI – als Ian Mulder
- 2021: Love Divine VII

### Kompilationen
- 2008: Coming to America
- 2010: Jan Mulder's favourite Hymns
- 2012: Sounds of Silence – 3-CD Set

## DVDs
- 2009: Jan Mulder in Concert

## Galerie

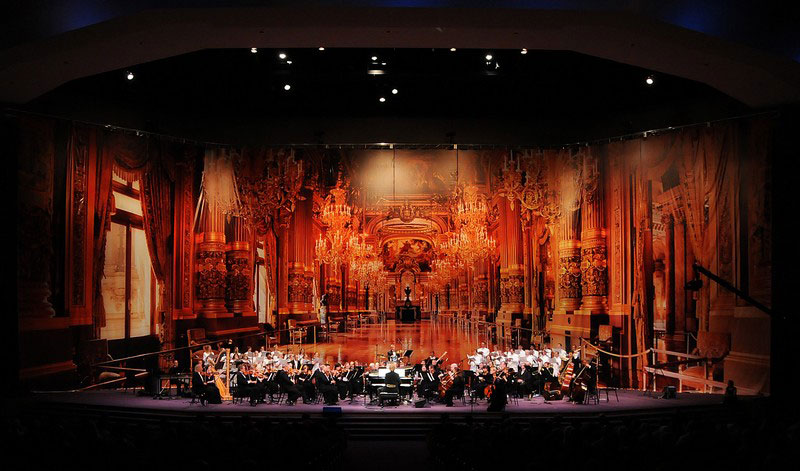
Debütkonzert im amerikanischen Fernsehen
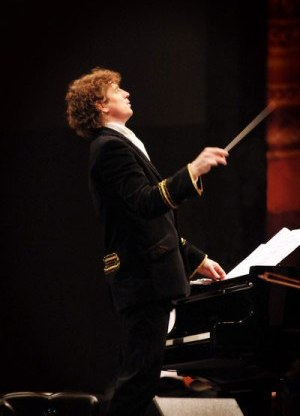
Jan Mulder dirigiert sein Orchester in Amerika
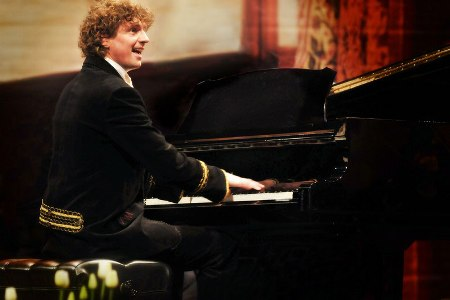
Jan Mulder auf Tournee in den USA